# スペースキャット
『スペースキャット』（The Cat from Outer Space）は、1978年のアメリカ合衆国のSFコメディ映画。ノーマン・トーカー監督、ロニー・シェル、ケン・ベリー、サンディ・ダンカン、ハリー・モーガン、ロディ・マクドウォール、マクリーン・スティーヴンソン出演。
ウォルト・ディズニー・プロダクションにより製作され、サンタクラリタとスタジオ所有のゴールデンオーク牧場で撮影された。
日本では1988年3月25日に、バンダイから字幕版のビデオが発売され、後にWOWOWでも放送された。

## ストーリー
ある未確認飛行物体が地球に緊急着陸し、アメリカ合衆国連邦政府によって回収される。その”空飛ぶ円盤”に搭乗していたのは、ズナーJ-5/9 ドリック4-7という名前の猫のような奇妙なエイリアンだった。太陽系を離れないと母船が救援隊を送れないため、エイリアンは自分でUFOの修理方法を調べる。念力とテレパシー能力を増大させる特殊な襟を使い、エイリアンはUFOの動力源がどういう原理で動くのか知るために軍隊のあとをつけてエネルギー研究所に入る。研究所の科学者の1人であるフランク・ウィルソン博士による動力源の理論がエイリアンの注意を引き、周囲のスタッフからは笑われていたがその理論は正しいものだった。エイリアンはフランクを追ってオフィスまで行き、彼はフランクからジェイクというニックネームを付けられる。

## キャスト
※括弧内はテレビ放送版の日本語吹替。
- ジェイク - ランプラー&アンバー/声:ロニー・シェル（英語版）（島田敏）
- フランクリン・ウィルソン - ケン・ベリー（英語版）（玄田哲章）
- エリザベス・バートレット - サンディ・ダンカン（高島雅羅）
- スティルトン将軍 - ハリー・モーガン（中村正）
- ストールウッド - ロディ・マクドウォール（高宮俊介）
- ノーマン・リンク - マクリーン・スティーヴンソン（英語版）（江原正士）
- アーネスト・アーニー - ジェシー・ホワイト（英語版）（島香裕）
- ウィンガー - アラン・ヤング（幹本雄之）
- ヘッフェル - ハンス・コンリード（塚田正昭）
- アンダーソン大尉 - ジェームズ・ハンプトン（英語版）（幹本雄之）
- ウッドラフ大佐 - ハワード・プラット（英語版）（小島敏彦）
- ダフィ軍曹 - ロニー・シェル（喜多川拓郎）
- チャーリー・オリンパス - ウィリアム・プリンス（筈見純）
- ウィーゼル - ラルフ・マンザ（英語版）（田口昂）
- “正直者”ハリー - トム・ペディ（英語版）（藤本譲）
- 士官 - ヘンリー・Z・ジョーンズJr.（英語版）（中博史）
- オムツ車に乗った見張り - リック・ハースト（英語版）（星野充昭）
- 判事 - ソレル・ブーク（英語版）（藤本譲）
- NASAのエグゼクティブ - アルフレッド・ソボロフ（伊井篤史）

## スタッフ
- 監督：ノーマン・トーカー
- 脚本：テッド・ケイ（英語版）
- 製作：ロナルド・W・ミラー
- 撮影監督：チャールズ・F・ホイーラー（英語版）
- 編集：コットン・ウォーバートン（英語版）
- 音楽：ラロ・シフリン

日本語版スタッフ
- 吹替翻訳：国際翻訳工房
- 吹替演出：蕨南勝之
- 吹替調整：栗林秀年
- 吹替製作：東北新社